# Rubén Cerda
Rubén Eduardo Cerda Erdmann (Ciudad de México; 14 de enero de 1961), más conocido por su nombre artístico Rubén Cerda, es un primer actor mexicano que ha participado en cine, televisión, teatro, locución, conducción radio y doblaje. Es conocido especialmente por interpretar a Gordonio en el programa Cero en conducta.
Reconocido más que nada en el medio del doblaje, por haber sido quien le dio voz al personaje de Mickey Mouse, desde 1998 hasta 2003, el malévolo Oogie Boggie en El extraño mundo de Jack, Pedro en las películas de Río, Strudell en Bichos, una aventura en miniatura, por ser la segunda voz de Barney, el dinosaurio en Barney y sus amigos, Donkey Kong en El país de Donkey Kong, Bomb en las películas de Angry Birds, y por el personaje de Horton en Horton y el mundo de los Quién.
En las series animadas era conocido por ser el narrador de la franquicia de Ever After High. Fue el locutor del canal Cinecanal y el narrador de la cadena Space de Argentina también de la radiodifusora Imagen 90.5 FM de México y Radio Agricultura de Chile,9 junto al doblaje Jorge Ornelas desde 2010, labor por la que llegó a hacerse muy conocido en dicho país durante las 3 etapas por las que pasó la radio en la primera década del siglo 21, haciéndose presente con los lemas 100% opinión Opinión en vivo y Radio en vivo.

## Carrera
Hijo de Rubén Cerda Vega, ingeniero, y Beatriz Gloria Erdmann, periodista.
Ha sobresalido por su trabajo en teatro, doblaje radio y televisión.
Durante 8 años, ha sido la voz de Barney el dinosaurio en el programa Barney y sus amigos series de televisión y juguetes. 
También ha doblado al personaje Mickey Mouse de la serie de 1998 al 2003 en proyectos de Disney, como Mickey celebra la Navidad, El Show del Ratón, Mickey Mouse Works y Fantasía 2000. Ha participado en muchas películas de la misma empresa como A Bug's Life (donde dobló a Strudel) y Las locuras del emperador (donde dobló a Kronk), La Bella y la Bestia (haciendo coros para la película), Mulán (haciendo coros). Prestó su voz para el protagonista Horton en la película Horton y el mundo de los Quién, y es galardonado por los premios Bravo como mejor actor masculino en doblaje. También realiza el doblaje de la película Robots, con el personaje de Manivela, con el que es galardonado por los premios Bravo como el mejor actor de doblaje en comedia masculino, y en más de 350 películas, series de televisión, documentales, etc.
En televisión ha destacado por su trabajo en más de 30 telenovelas como Amor gitano, Alegrijes y rebujos, Lola, érase una vez, Amorcito corazón y actualmente, Porque el amor manda. También participó en la telenovela La fuerza del destino junto a Sandra Echeverría, David Zepeda y Gabriel Soto.
En teatro ha participado en más de 28 obras como El soldadito de plomo, Peter Pan el musical, Marcelino, pan y vino, Travesuras en domingo, En Roma el amor es broma, Que plantón y “Hoy No Me Puedo Levantar“ entre muchas otras.
Además es un destacado locutor, ha prestado su voz para gran cantidad de comerciales y anuncios de TV mexicanos.
Considerado por la crítica mexicana como el mejor, único y verdadero Santa Claus de México, ya que ha llevado muy en alto el nombre de México, siendo el primer actor mexicano en encabezar un espectáculo de Broadway, The Radio City Christmas Spectacular, de las mundialmente famosas Rockettes en el Auditorio Nacional, de la Ciudad de México.

## Trayectoria

### Telenovelas
- 2023: El Junior: El Mirrey de los Capos[1]
- 2018: Mi querida herencia - Sacerdote
- 2018: Esta historia me suena
- 2018: Sin miedo a la verdad - Genaro Vargas
- 2016: Corazón que miente - Antonio Miranda
- 2015 - 2016: La vecina - Tadeo Requena
- 2014 - 2015: Mi corazón es tuyo - Dentista
- 2012 - 2013: Porque el amor manda - Gilberto Godínez
- 2011 - 2012: Amorcito corazón - Padre Benito Carvajal
- 2011: La fuerza del destino - Dr. Fuentes
- 2010: Zacatillo, un lugar en tu corazón - Padre Nemesio
- 2009: Verano de amor - Eleazar
- 2008: En nombre del amor - Juez Márquez
- 2007: Lola, érase una vez - Oscar Antonino
- 2005 - 2006: Alborada - Fray Gaspar
- 2003 - 2004: Alegrijes y rebujos - Rodolfo "Fito" Maldonado
- 2003: De pocas, pocas pulgas - Bruno
- 2002 - 2003: Vivan los niños - Juez Malvino Buen Rostro
- 2002: Cómplices al rescate - Ceferino
- 1999: Amor gitano - Fray Quintín
- 1998: Preciosa
- 1997 - 1998: Mi pequeña traviesa
- 1995 - 1996: El premio mayor - Humberto Reyes Retana
- 1994 - 1995: Agujetas de color de rosa

### Programas de Televisión
- 2021: La historia de las palabrotas - Anfitrión
- 2014: Como dice el dicho - Doctor Marino
- 2013 al 2014: Estrella2 - Varios Personajes
- 2012: Los Héroes del Norte 2A Temporada (Episodio: Tocando Fondo) - Pastor de la comunidad Menonita
- 2011: La rosa de Guadalupe (Episodio: Un amigo fiel) - Gilberto
- 2009: Adictos
- 2008: Qué tarde tan padre
- 2007: Objetos perdidos - El Gordis
- 2006: Vecinos - Gringo
- 2005: Vida Tv - Angostín
- 2005: Par de ases - "Varios personajes"
- 2004: Don Francisco presenta
- 2003 al 2005: La casa de la risa - "Varios personajes"
- 2002 al 2005: Mujer casos de la vida real - "Varios episodios"
- 2001: Buitres al acechocine
- 2001: Diseñador ambos sexos Capítulo 7: Vibrachones (2001) - Manifestante
- 2000: La hora pico Capítulo 16: "Navidad" (2000) - Santa Claus
- 2000 al 2003: Cero en conducta - Gordonio Arredondo de la Maza
- 1997 al 1998: ¡Ay María, que puntería! - Roque
- 1995: Las travesuras de Verónica - Lorito

## Doblaje

### Películas animadas
Wayne Allwine
- Mickey celebra la Navidad - Mickey Mouse
- Fantasía 2000 - Mickey Mouse
- La Navidad Mágica de Mickey: ¡Reunidos para celebrar! - Mickey Mouse
- El club de los villanos con Mickey y sus amigos - Mickey Mouse (Segundo y tercer loops)

will.i.am
- Río - Pedro
- Río 2 - Pedro

Patrick Warburton
- Las locuras del emperador - Kronk[2]
- Las locuras de Kronk - Kronk[2]

Danny McBride
- Angry Birds: La película - Bomb[2]
- Angry Birds 2: la película - Bomb

#### Otros personajes
- Bichos, una aventura en miniatura - Strudel
- Barney's Great Adventure - Malabarista (voz) y en los créditos.
- Toy Story 2 - Strudel
- Coraline y la puerta secreta - Charlie Jones/Otro Padre
- Madagascar 2: Escape de África - Zuba[2]
- Horton y el mundo de los Quién - Horton el Elefante (Jim Carrey)
- Robots - Manivela
- ¡Buza Caperuza! La verdadera historia - Leñador
- ¡Oye, Arnold! La película - Dino Spumonni
- Tom y Jerry y el anillo mágico - Droopy
- La dama y el vagabundo II: Las aventuras de Scamp - Mostachón
- La sirenita 2: regreso al mar - Dash
- Un cuento de Navidad - Crashit
- El gigante de hierro - Arturo la Soldado
- El príncipe de Egipto - Voces Adicionales
- Bartok el Magnífico - Zozi
- Todos los perros van al cielo 2 - Red (canciones)
- Holidaze: The Christmas That Almost Didn't Happen - Santa Claus
- La espada mágica - Devon (canciones)
- El extraño mundo de Jack - Oogie Boogie
- La historia de las palabrotas - Anfitrión
- Parque mágico - Boomer (tráiler 1; Ken Hudson Campbell)

### Series Animadas
- Las Nuevas Locuras del Emperador - Kronk
- El Show del Ratón - Mickey Mouse
- Mickey Mouse Works - Mickey Mouse
- Los patos astutos - Raul
- El país de Donkey Kong - Donkey Kong
- Sonic Underground - Sleet
- Ever After High - Narrador
- Las Aventuras de Ladybug - Santa Claus / Santa Atroz
- La historia de las palabrotas - Anfitrión

### Películas deimagen real
- PJ en El más buscado de Malibú (2003)
- T.K. Johnson en Red de corrupción (2001) (Redoblaje)
- Rubias por todos lados - Leo
- Fragmentos del destino - Fingers (Andy Garcia)
- La terminal - Joy Mulroy
- 2003 - Ya no lo hacen como antes
- Austin Powers en Goldmember - Marraneo Pérfido (2002)
- La herencia del Sr. Deeds - Cantante de ópera
- Alta velocidad - Crusher (1.er doblaje)
- Dr. Dolittle 2 - Zarigüeya
- El Grinch - El Grinch (Voz cantada) (Jim Carrey) (2000)
- El patriota - Howard
- El hombre bicentenario - Rupert Burns
- La novicia rebelde - Barón Von Trapp (Voz Cantada) (Bill Lee) (Redoblaje)
- 1996 - Las delicias del poder - Empresario Americano

### Series de TV (imagen real)
- How I Met Your Mother - Marshall Eriksen (Jason Segel) (canción "Nothing Suits Me Like a Suit")
- Mocosos Latosos - Héctor Manriques
- Barney y sus amigos - Barney (2.ª Voz en reemplazo, luego de la muerte de José Carlos Moreno) / Sr. Boyd (2000-presente)
- El mundo del Dr. Seuss - Horton
- La ventana de Allegra - Buffer
- La historia de las palabrotas - Anfitrión